# Союз-Віктан
Союз-Віктан — українська компанія, до 2009 року один з найбільших виробників лікеро-горілчаних напоїв в східній Європі, була на третьому місці у світі за обсягами виробництва.

## Банкрутство у 2009
Наприкінці 2009 року Київський Господарський суд визнав компанію що володіла більшістю акцій СВ ВАТ Союз-Віктан банкрутом, хоча до цього стало відомо що бренди компанії змінили власника у грудні, таким чином роблячи можливим існування бренду після банкрутства.

## Ситуація у 2012 році
Станом на серпень 2012 року компанія припинила своє існування після банкрутства у 2009 році. Проте новим бенефіціаром брендів які належали ПрАТ Союз-Віктан (ТМ Medoff, «Природна колекція», «Наша Марка», «Хутірець», «Мѣрная», вина і коньяки під ТМ «Коктебель» слабоалкогольні напої на основі натурального соку під ТМ «Longmixer») став британський бізнесмен Ніл Сміт, який в 2011 році через маловідому люксембурзьку інвестиційну компанію Eastern Beverage Company SA придбав колишні флагманські бренди «Союз-Віктану».. Станом на серпень 2012 року, йдуть розгляди судових справ, висунутим паном Нілом Смітом проти українських горілчаних компаній, які виробляють алкогольну продукцію під брендами, що належать йому.